# René Vingerhoedt
René Vingerhoedt   (Anvers, 29 d'octubre de 1921 - Anvers, 14 de febrer de 2005) fou un jugador belga de billar campió del món en diverses ocasions.
Fou el jugador dominant en el billar a tres bandes i artístic als anys 40 i 50. Amb 17 anys va guanyar el seu primer Campionat del Món de billar artístic a Marsella, el primer d'una llarga llista.

## Palmarès
Font:
- Campionat del Món de billar artístic  1939
- Campionat del Món de billar a tres bandes  1949, 1960
- Campionat d'Europa de billar artístic  1947–1951, 1953
- Campionat d'Europa de billar a tres bandes  1951–1957, 1959, 1960
- Campionat d'Europa de billar a una banda  1951, 1952, 1957–1960
- Campionat d'Europa de billar de carambola quadre 47/2  1956
- Campionat belga de billar a tres bandes:  1939, 1947–1949, 1951–1957, 1959, 1960  1958